# مکتب‌های اقتصادی
در تاریخ اندیشه اقتصاد مکتب اقتصادی به گروهی از اندیشمندان گفته می‌شود که دیدگاه مشترکی در رابطه با نحوه کار اقتصاد دارند. هرچند همه اقتصاددانان در مکاتب اقتصادی قرار نمی‌گیرند، طبقه بندی اقتصاددانان در مکتب‌های فکری اقتصادی، بخصوص در دوره مدرن رایج است.

اندیشه اقتصادی را می‌توان به سه مرحله تقسیم کرد: پیشامدرن (یونانی-رومی، هندی، ایرانی، اسلامی و امپراتوری چینی)، مدرن اولیه (مرکانتیلیست، فیزیوکرات) و مدرن (شروع با آدام اسمیت و اقتصاد کلاسیک در اواخر قرن ۱۸، و اقتصاد مارکسی کارل مارکس و فردریش انگلس در اواسط قرن نوزدهم). نظریه اقتصادی سیستماتیک عمدتاً از آغاز دوران مدرن توسعه یافته است.

## مکتب کینز
اقتصاد کِینزی (به انگلیسی: Keynesian economics) یا کِینزی‌گرایی (به انگلیسی: Keynesianism) نظریه‌ای در اقتصاد کلان است که بر پایه ایده‌های اقتصاددان انگلیسی جان مینارد کینز بنا شده‌است. اقتصاددانان کینزی‌گرا استدلال می‌کنند که تصمیمات بخش خصوصی گاهی اوقات ممکن است منجر به نتایج غیرکارا در اقتصاد کلان شود و بنابراین از سیاست‌گذاری فعال دولت در بخش عمومی حمایت می‌کنند. این سیاست‌گذاری‌ها شامل سیاست‌های پولی که توسط بانک مرکزی اعمال می‌شود یا سیاست‌های مالی حکومت که به قصد پایدار کردن چرخه تجاری انجام می‌شود، باشد.

## سوسیالیسم تخیلی
«سوسیالیسم تخیلی» برابر واژه «Utopian Socialism» (در فارسی به «سوسیالیسم پنداری» و «سوسیالیسم ایدئالیست» نیز برگردانده شده‌است) واژه‌ای است که اولین بار توسط کارل مارکس (از بانفوذترین سوسیالیست‌ها که با جمع‌آوری نظرات سوسیالیست‌های قبل از خود و تحلیل وضع اقتصادی موجود در زمان خود و پیش از آن، با همکاری فرد دیگری به نام فردریش انگلس آثار مهمی را به رشته تحریر درآوردند) به سوسیالیست‌های پیش از وی گفته شده‌است. وی عقیده داشت که بیشتر سوسیالیست‌های اواخر قرن هجدهم و اوایل قرن نوزدهم انسان‌گرایانی هستند که نسبت به بهره‌کشی شدیدی که با سرمایه‌داری ابتدایی همراه بود اعتراضی بجا داشتند. وی با وجود تحسین بسیار آن‌ها، این لقب کنایه‌آمیز را در مورد آن‌ها به کار برد و معتقد بود بیش‌تر آنان خیال‌پردازانی در جستجوی مدینه فاضله‌اند که امیدوارند با اتکای به خرد و شعور اخلاقی طبقه تحصیل‌کرده، جامعه را تحول بخشند. به نظر وی بیش‌تر افراد تحصیل‌کرده اغلب اعضای طبقات بالا هستند و بدین جهت پایگاه اجتماعی، رفاه، دانش و آموزش برتر خود را مدیون امتیازات موجود در نظام سرمایه‌داری بوده و در حفظ آن کوشش می‌کنند و وجود تعداد محدودی افراد انسان‌گرا در میان آنان به تحقیق نمی‌تواند پایگاه قدرتی برای تغییر محسوب شود و برای آن‌هایی که به تحقق چنین تغییری عقیده داشتند واژه سوسیالیست‌های تخیلی را به کار برد.
در واقع سوسیالیسم تخیلی مبتنی بر احساسات است و بدون تحلیل علمی از پدیدهای اقتصادی و اجتماعی و بدون ارائه راهکارهایی مبتنی بر تحقیقات علمی برای رفع مشکلات اقتصادی یا پیاده شدن نظام اقتصادی مورد نظر است.

## مکتب اصالت طبیعت
فیزیوکراسی یا فیزیو کراتیسم به معنی تسلط طبیعت و در واقع آموزه اقتصاد ملی طبیعت می‌باشد. دوران حیات این مکتب از سال ۱۷۵۸ هم‌زمان با «تابلوی اقتصادی» دکتر کنه بنیان‌گذار این مکتب تا سال ۱۷۷۶یعنی در تاریخ انتشار کتاب معروف «ثروت و ملل» آدام اسمیت می‌باشد.
در واقع حیات این مکتب هم‌زمان با پیشرفت علوم و فنون مکانیک وگسترش افکار ناتورالیستی (یک جهان بینی فلسفی است که بر اساس آن همه چیز به وسیله طبیعت و طبیعت تنها به وسیله خودش توضیح پذیر است) به وجود آمد.
فیزیوکراتیسم اولین مکتب اقتصادی است که به بیان قواعد علمی اقتصاد پرداخت و بیشترین سهم را در شکل‌گیری اصول اولیه نظام اقتصادی سرمایه‌داری داشت. مبنای این مکتب بر پایه فلسفه دئیسم استوار بود. دئیسم یا «مکتب خداپرستی طبیعی» از ریشه لاتین دئوس به معنی خداست که در قرن ۱۷ و ۱۸ پدید آمد و با کلیسا مخالف بود و منکر وحی بود و عقل و ندای طبیعت را برای سعادتمند شدن انسان کافی می‌دانست و کلاً بر طبق نظر این فلسفه خداوند منشأ هستی می‌باشد و دنیا را خلق نموده و و پس از خلقت هیچ چیز در جریان عالم دخالت نمی‌کند. در واقع خداوند دخالتی در این دنیا بعد از خلقت نمی‌کند مانند ساعت‌سازی که ساعتی را می‌سازد اما بعد از آن ساعت خود کار می‌کند و نیازی به دخالت سازنده‌اش ندارد. همین‌طور جهان هستی نیز با قواعد طبیعی که خداوند در بدو خلق کردن در آن نهاده به حیات خود بدون نیاز دخالت خدا ادامه می‌دهد در واقع تعبیر دئیسم از خداوند معمار بازنشسته است.

## مکتب سوداگری
مکتب سوداگری یا مرکانتیلیسم (به فرانسوی: Mercantilisme) از قرن شانزدهم تا نیمه قرن هجدهم رواج داشت و بیشترین سهم را در ایجاد خصلت تهاجمی خصومت و رقابت و استعمار در نظام اقتصادی سرمایه‌داری داشت. نظریات مکتب سوداگرا اگر چه متناسب با رونق تجارت و اهمیت روزافزون مبادلات بین‌المللی شکل گرفته‌است اما به نوبه خود در تکامل نظام اقتصادی سرمایه‌داری تجاری و حتی ایجاد زمینه برای پیدایش نظام اقتصادی سرمایه‌داری صنعتی نقشی در خور توجه داشت.

## اخلاق گرایی اقتصادی
اسکولاستیک از ریشه لاتین اسکولا به معنی مدرسه می‌باشد. در قرون وسطی علم و حکمت تنها در مدارس کلیسا تدریس می‌شد بنابراین مجموعه علم و حکمت منتسب به مدرسه و به نام اسکولاستیک معروف شد و طرفداران این مکتب مدرسیون نام گرفتند. از نمایندگان این مکتب می‌شود به توماس آکویناس و آلبرتوس ماگنوس اشاره کرد.
این مکتب از قرن نهم تا پانزدهم میلادی رواج داشت و هدفش بسط تعالیم عیسی توسط فلسفه یونان بود. از دیدگاه اقتصادی این مکتب نوعی اقتصاد ملی بر مبنای اخلاق ارائه می‌کند و مسائل اقتصادی تا حدی که مربوط به اخلاق و تعالیم مسیحیت است مورد بررسی قرار می‌گیرد.
مهم‌ترین نظریات این مکتب شناختن حق لوازم زندگی برای افراد انسان است و در پی آن شناخت حق فرد برای داشتم کالاهای مورد نیاز و همچنین درآمدی که بتواند زندگی انسان را در سلسه مراتبی که خداوند مقدر نموده تأمین نماید. نقش این مکتب را نباید در شکل‌گیری نظام‌های اقتصادی در قرون وسطی نادیده گرفت. دستمزد عادلانه که نه بر اساس عرضه و تقاضای نیروی کار در بازار شکل گرفته باشد بلکه بر اساس اصول اخلاقی مکتب اسکولاستیک باید تأمین‌کننده زندگی متعارفی برای مزد بگیران باشد در کنار سایر تعلیمات این مکتب باعث شد که در طول حیات این مکتب در طی حدود ۶ قرن تضاد طبقاتی میان طبقه کارگر و کارفرما از بین برود.

## مکتب اتریش
اقتصاد اتریشی یا مکتب اتریشی (به آلمانی: Österreichische Schule) که به مکتب وین نیز مشهور است یکی از مکتب‌های اندیشهٔ اقتصادی خارج از جریان اصلی است که بر سازمان‌یابی خود-به-خودی بر اساس ساز-و-کار قیمتها تأکید دارد. فردگرایی روش‌شناختی و خنثی نبودن پول از دیگر مشخصه‌های فکری آن است.
نام این مکتب از بنیان‌گذاران و هواداران نخستین خود، که شهروندان امپراتوری هابسبورگ اتریش بودند، از جمله کارل منگر، اوژون فن بوم-باورک، لودویگ فن میزس، و برندهٔ جایزهٔ نوبل، فردریش هایک مشتق شده‌است. امروزه، پیروان مکتب اتریش از سراسر جهان هستند، اما بیشتر با عنوان اقتصاددانان اتریش و آثار آنان با عنوان اقتصاد اتریشی نامیده می‌شود.
مکتب اتریش در اواخر سدهٔ نوزدهم و اوایل سدهٔ بیستم گسترش یافت. اقتصاددانان اتریشی نظریهٔ ارزش نئوکلاسیک و نظریهٔ ارزش ذهنی (سوبژکتیویسم) را که جریان‌های اصلی اندیشهٔ اقتصادی معاصر بر آن‌ها متکی است، توسعه دادند و مسئلهٔ محاسبات اقتصادی که از اقتصاد نامتمرکز بازار آزاد در مقابل تخصیص منابع یک اقتصاد برنامه‌ریزی متمرکز دفاع می‌کند، مطرح کردند.
اقتصاددانان مکتب اتریشی لزوم انجام قرادادهای داوطلبانه بین عاملین اقتصادی را مورد تأکید قرار داده‌اند و بر این دیدگاه‌اند که معاملات تجارتی باید در معرض کمترین قیود ممکن اجباری قرار گیرند و به ویژه در معرض کمترین مداخلات دولت باشد. تحت تأثیر قهرمان فکری‌شان، جان لاک، اقتصاددانان لیبرتارین مجتمع در مکتب اتریش معتقدند که این قیود حداقلی، باید مبتنی بر آزادی‌های فردی، حقوق برابر باشند.

## مکتب ویرجینیا
- این مقاله شامل فهرستی از منابع است، اما منابع آن هنوز معلوم نشده‌است، زیرا در آن استنادات کافی در دسترس نیست. لطفاً با معرفی سندی دقیقتر به بهبود این مقاله کمک کنید. (فوریه ۲۰۱۱)

مکتب اقتصاد سیاسی ویرجینیا مکتبی اقتصادی است که از دانشگاه ویرجینیا (دانشگاه ویرجینیا، ویرجینیا تکن، و دانشگاه جورج میسون)، در دهه ۱۹۵۰ و ۱۹۶۰ نشأت می‌گیرد و عمدتاً تمرکزش بر تئوری انتخاب عمومی، اقتصاد ساخت و حقوق اقتصاد است.
توسعه
ابتدا در مرکز توماس جفرسون در دانشگاه ویرجینیا توسط جیمز ام. بوچانان و جی. وارن نتر در سال ۱۹۵۷ ظاهر شد. این وقتی بود که رونالد کوز فرمول تئوری مشهور خود را در مورد مسائل هزینه‌های اجتماعی (۱۹۶۰) منتشر کرد و همچنین بوکانان و گوردون تولاک، قضیه مبانی ساخت‌گرایی دموکراسی را منتشر کردند (۱۹۶۲).
در سال ۱۹۶۹ بوچانان، تولاک و چارلز جوزف گیتز مرکز مطالعات انتخاب عمومی را در ویرجینیا تیک راه اندازی کردند که در سال ۱۹۸۳ با خود به دانشگاه جورج میسون بردند. سایر محققان برجسته مرتبط با این مکتب شامل دنیس سی مولر، رابرت دی تولیسون، اندرو بی. وینستون، و للناندو یگارد.
رویکرد اقتصادی
رویکرد ویرجینیا به اقتصاد سیاسی بر روی مقایسه نهادهای خصوصی و دولتی به عنوان گزینه‌های نامناسب تمرکز دارد. رویکرد ویرجینیا نیز مورد بعضی از اقتصاددانان مکتب‌های شیکاگو و اتریش قرار گرفته‌است. اقتصاددانان مکتب ویرجینیا اغلب به عنوان همراهان با مکتب اتریشی و به عنوان اعضای مکتب بازار آزاد شناخته می‌شوند.
سه خط اساسی تحقیقاتی در مکتب ویرجینیا وجود دارد که جیمز بوچانان و گوردون تولاک یکی از نخستین اقتصاددانان تحلیل‌های اقتصادی را به ساختار ملی انتقال دادند. تولاک همچنین ادبیات رانت‌جویی جدید را تأسیس کرد. مانکور اولسون تحقیقات مدرن را در حوزه فعالیت جمعی بنیان گذاشت. اولسون در GMU، ویرجینیا یا ویرجینیا تگزاس نبود، اما محققان ویرجینیا تمایل داشتند تا تورش منافع گروه‌های خاص در دولت را مورد بررسی قرار داده و از مزایای آن استفاده می‌کنند.
با این حال، مکتب ویرجینیا با مکتب شیکاگو در دو قطب اساسی در تضاد هستند. شیکاگو معتقد است که گرایش سیاسی نسبت به به یهره‌وری از دست رفته واقعیتی است که بشر غارتگر را برای پایداری قربانی‌های بشریشان را تحریک می‌کند تا کاهش ظرفیت افزایشی را با تفکر تحمیلی تعریف کند. شیکاگو همچنین معتقد است که به دلیل اینکه بازارهای سیاسی به سمت کارایی متکی هستند، توصیه‌های سیاستی توسط محققان بی‌اهمیت است. چارلز روولی یک مخالف برجسته‌ای این نظریه‌ها است و دیدگاه‌هایش را در دایرةالمعارف عمومی تنظیم کرده و در آن می‌نویسد: «... تفسیر فرایند سیاسی ناشی از یک برنامه کاربردی اساسا ناقص … اقتصاد خرد به بازار سیاسی است … در حالی که مجله اقتصاد سیاسی مقالاتی را منتشر می‌کند که برای دفاع از برنامه مزرعه‌ای فدرال ایالات متحده به عنوان مکانیسم کارآمد برای انتقال درآمد به کشاورزان فقیر، مقرراتی را برای نگرانی در مورد اینکه آیا پژوهشگران CPE [اقتصاد سیاسی شیکاگو] و ویراستاران مجله آن‌ها از برج‌های عاج و بررسی خود جهان واقعی.»
انجمن انتخاب عمومی، پیشرفت مدرسه ویرجینیا است.

## مکتب استکهلم
مکتب استکهلم (سوئدی: Stockholmsskolan) یکی از مکتب‌ها در اندیشه‌های اقتصادی است. این عنوان به گروهی تا حدی سازمان‌یافته از اقتصاددانان اهل سوئد اشاره دارد که در دههٔ ۱۹۳۰ در استکهلم سوئد مشغول به همکاری بوده‌اند.
مکتب استکهلم مانند جان مینارد کینز - در اقتصاد کلان و نظریه‌های تقاضا و عرضه، به همان نتیجه‌گیری رسید. مانند کینز، آن‌ها هم از نوشته‌های ناوت ویکسل؛ یک اقتصاددان اهل سوئد که در اوایل قرن بیستم فعال بود، الهام گرفتند.
اظهار نظر ویلیام باربر در مورد کارهای گونار میردال در نظریهٔ پولی این‌گونه بیان شده‌است:
"اگر قبل از سال ۱۹۳۶ گفته‌ها و مشارکت او برای خوانندگان انگلیسی در دسترس می‌بود، این گمانه‌زنی جالبی است که آیا "انقلاب" در نظریهٔ رکود دهه‌ای اقتصادی در یک اقتصاد کلان، به " میرالاییانی"؛ به همان اندازهٔ "کینزی"، استناد داده می‌شد.
دو تن از برجسته‌ترین اعضای مکتب استکهلم، استادان دانشکده اقتصاد استکهلم؛ گونار میردال و برتیل اوهلین بودند. نام جنبش، «مدرسه استکهلم»، در مقاله‌ای از برتیل اوهلین در مجلهٔ اقتصادی با نفوذ «اکونومیک ژورنال» در سال ۱۹۳۷، بنام «چند یادداشت در مورد نظریهٔ پس‌انداز و سرمایه‌گذاری استکهلم» راه‌اندازی شد.
این مقاله در پاسخ به انتشار «شاهکار» کینز؛ "نظریه عمومی اشتغال، بهره و پول» بود که در سال ۱۹۳۶ منتشر شد و هدف آن جلب توجه بین‌المللی به یافته‌های تازهٔ سوئدی در این زمینه بود که بسیاری از آن‌ها یافته‌هایی بودند که پیش از مینارد کینز انتشار یافته بودند. گونار میردال با آن‌که از ابتدا در حمایت از محتوا و مواضع مورد اشاره در پایان‌نامهٔ جان مینارد کینز شرکت داشت این حمایت همیشه با حفط این باور بود که؛ آغازگر ایدهٔ استفاده از "تنظیم بودجهٔ ملی، برای سرعت بخشیدن یا کاستن از سرعت رشد اقتصادی" در سوئد، خود او و مدرسهٔ اقتصاد استکهلم بوده‌است.

## نئو لیبرالیسم
نئولیبرالیسم در وهلهٔ نخست نظریهای در مورد شیوه‌هایی در اقتصاد سیاسی است که بر اساس آن‌ها با گشودن راه برای تحقق آزادیهای کارآفرینانه و مهارتهای فردی در چهارچوبی نهادی که ویژگی آن حقوق مالکیت خصوصی قدرتمند، بازارهای آزاد و تجارت آزاد است، می‌توان رفاه و بهروزی انسان را افزایش داد. از نظر نئولیبرالیسم، نقش دولت، ایجاد و حفظ یک چهارچوب نهادی مناسب برای عملکرد این شیوه‌هاست؛ مثلاً دولت باید کیفیت و انسجام پول را تضمین کند. به علاوه، دولت باید ساختارها و کارکردهای نظامی، دفاعی، قانونی لازم برای تأمین حقوق مالکیت خصوصی را ایجاد و در صورت لزوم عملکرد درست بازارها را با توسل به سلطه تضمین کند. از این گذشته، اگر بازارهایی (در حوزه‌هایی از قبیل زمین، آب، آموزش، مراقبت بهداشتی، تأمین اجتماعی یا آلودگی محیط زیست وجود نداشته باشد، آن وقت، اگر لازم باشد، دولت باید آن‌ها را ایجاد کند ولی نباید بیش از این در امور مداخله کند.
بنیان‌گذار این مکتب اویکن است و روستو، اشمولدرز، هایک و ارهارد از نمایندگان معروف این مکتب هستند. آن‌ها خواستار شرایط آزاد هستند و مکانیسم بازار را تأیید می‌کنند و مخالف مداخلهٔ دولت در اقتصاد هستند و با مالکیت اشتراکی بر زمین و ابزار تولید و سوسیالیسم و هدایت اقتصاد مبارزه می‌کنند. طرفداران این مکتب چون اقتصاد لیبرالیستی خالص را شکست خوردهٔ نیروهای مزاحم و مختل‌کننده و مخالف می‌دانند لذا یک لیبرالیسم نورماتیو و اقتصاد رقابتی تنظیم شده را پیشنهاد می‌کنند. به اعتقاد نئولیبرالیست‌ها، لیبرالیسم به جای این که به آزادی رقابت بیندیشد، آزادی انتزاعی را مورد توجه قرار می‌دهند یعنی فقط خود آزادی را هدف قرار می‌دهد و این عدم حساسیت به انعقاد قراردادهایی بود که به ایجاد کارتل و تراست و کنسرن و سایر راه‌های ایجاد انحصار انجامید و در واقع وقتی آزادی بالاترین هدف باشد ایجاد رقابت نمی‌تواند هدف لیبرالیسم باشد.

## مکتب شیکاگو
طرفداران لیبرالیسم در مقابله با موج مداخله گرایی که تحت تأثیر مکتب کینز در نظام اقتصادی کشورهای سرمایه‌داری تأثیرگذار بود به دفاع از اصول و مبانی لیبرالیسم پرداختند و منشأ تمام مشکلات را مداخله دولت در اقتصاد دانستند. در راس اینان مکتب شیکاگو و میلتون فریدمن قرار دارد. در حالی که در نظام اقتصادی آمریکا دولت کمترین نقش را در مقایسه با سایر کشورهای سرمایه‌داری داشت و سهم دولت آمریکا در تولید ناخالص ملی از یک درصد هم تجاوز نمی‌کرد اما فریدمن چنین می‌گوید:
«خواهیم کوشید به این سؤال پاسخ دهیم که برای رفع نارساییهای سیستم خودمانکه نتایجی مشابه نتایج بالا به بار می‌آورد (تحت‌الشعاع قرار گرفتن منافع عمومی به وسیله منافع افراد) چه می‌توانیم بکنیم و چگونه می‌توانیم دامنه نفوذ و قدرت دولت را محدود کنیم و در عین حال کاری کنیم که دولت در انجام وظایف اصلی خود توانا گردد؛ یعنی از عهده دفاع از ملت در مقابل دشمن خارجی برآید و بتواند از هریک از آحاد مردم در برابر زور و اجبار هز تن دیگر از هموطنانش حمایت کند و در موارد اختلاف میان مردم به قضاوت درست بپردازد و به ما یاری دهد تا بتوانیم بر سر قوانینی که می‌باید از آن‌ها پیروی کنیم به توافق برسیم.»

## اقتصاد نهادگرایی
- گونار میردال
- تورستن وبلن
- جان روگرز کومونز
- وسلی کلر میچل
- جان موریس کلارک
- روبرت بردی
- کلارنس آیرز ادوین
- رامش دات
- جان کنت گالبریت
- جفری هاجسون
- هاجون چانگ

## اقتصاد نهادگرایی جدید
- داگلاس نورث
- اولیور ویلیامسون
- رونالد کوز
- دارون عاجم‌اوغلو
- استیون چونگ

## مکتب تاریخی قدیم
این مکتب که در طی ۳۰ سال یعنی از سال ۱۸۴۰ تا ۱۸۷۰ رواج داشت واکنشی در برابر مکتب کلاسیک بود و اصول عمده آن را مورد انتقاد قرار داد.
بنیان‌گذاران این مکتب عبارتند از فریدریش لیست (۱۷۸۹–۱۸۴۶) ویلهم روشر (۱۸۱۷–۱۸۹۴) و هیلد براند (۱۸۱۲–۱۸۷۸).